# Omanana dampfi
Omanana dampfi är en insektsart som beskrevs av Delong 1942. Omanana dampfi ingår i släktet Omanana och familjen dvärgstritar. Inga underarter finns listade i Catalogue of Life.